# Grand Prix de Futsal de 2018
O Grand Prix de Futsal de 2018 foi disputado na cidade de Brusque entre os dias 30 de janeiro e 4 de fevereiro. Foi a décima-primeira edição da competição, e contou com cinco participantes. O Brasil foi campeão vencendo a República Checa por 4-2 na Final.

## Participantes
- CONMEBOL: Brasil (Anfitrião) e Uruguai
- UEFA: República Checa e Bélgica
- CONCACAF: Costa Rica

## Fase de grupos

### Grupo único[1]
| Pos. | Seleção         | J | V | E | D | GF | GC | SG  |
| ---- | --------------- | - | - | - | - | -- | -- | --- |
| 1    | Brasil          | 4 | 4 | 0 | 0 | 33 | 10 | +23 |
| 2    | República Checa | 4 | 3 | 0 | 1 | 22 | 13 | +9  |
| 3    | Costa Rica      | 4 | 1 | 1 | 2 | 11 | 15 | -4  |
| 4    | Uruguai         | 4 | 1 | 0 | 3 | 15 | 23 | -8  |
| 5    | Bélgica         | 4 | 0 | 1 | 3 | 8  | 28 | -20 |

Costa Rica 3-3 Bélgica
Brasil 9-4 República Checa
Uruguai 8-1 Bélgica
República Checa 3-1 Costa Rica
Brasil 8-4 Bélgica
Uruguai 3-6 Costa Rica
República Checa 6-3 Uruguai
Brasil 6-1 Costa Rica
Brasil 10-1 Uruguai
República Checa 9-0 Bélgica

## Disputa pelo terceiro lugar
Uruguai 6-1 Costa Rica

## Final
Brasil 4-2 República Checa